# Buzurgmihr

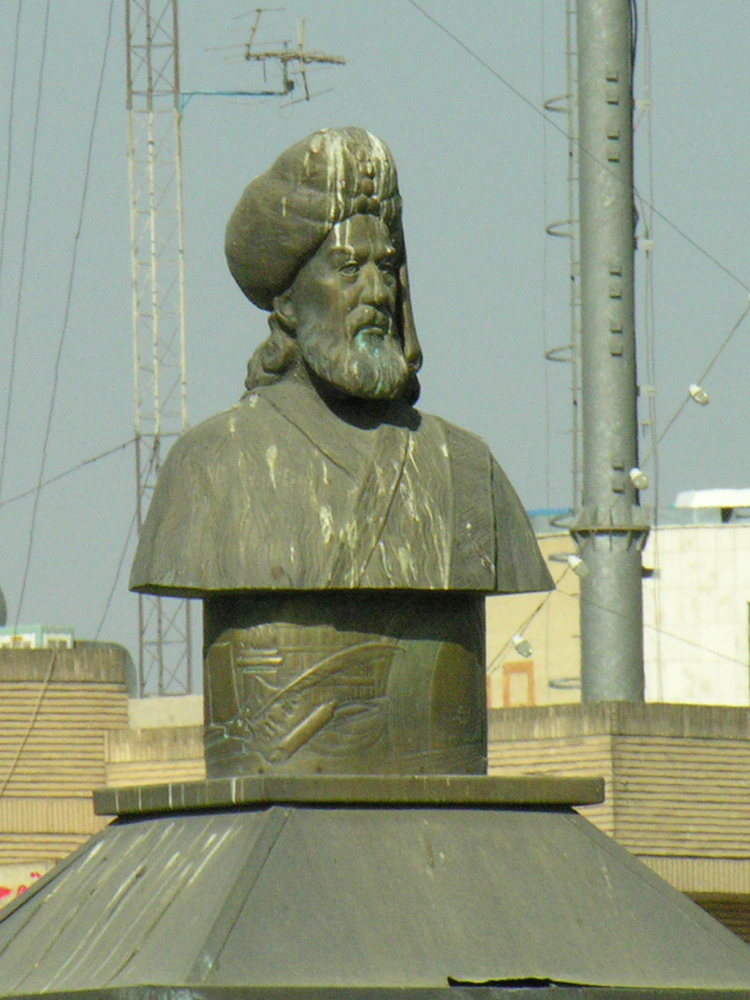
Escultura de Bozorgmehr en la Plaça de Bozorgmehr a Esfahan

Buzurgmihr (també Bozorgmehr) fou un llegendari personatge dotat de grans poders que fou ministre del rei sassànida Còsroes I el just (Khusraw I el just, 531-579). De fet el llibre Khvadhaynamagh (Llibre dels sobirans) amb la història pre islàmica de Pèrsia, escrit al segle vii, no l'esmenta, però posteriorment apareix com un heroi i creador de preceptes de saviesa. Se li atribueix el descobriment del secret del joc d'escacs plantejat per un rei indi, i en contrapartida va inventar el joc del trictrac, del que no es va poder descobrir el secret. Els erudits l'identifiquen amb el metge Burzoe, introductor dels escacs a l'Iran.